# Mantella betsileo
Mantella betsileo is een kikker uit de familie gouden kikkers (Mantellidae). De soort komt endemisch voor op het Afrikaanse eiland Madagaskar.

## Uiterlijke kenmerken

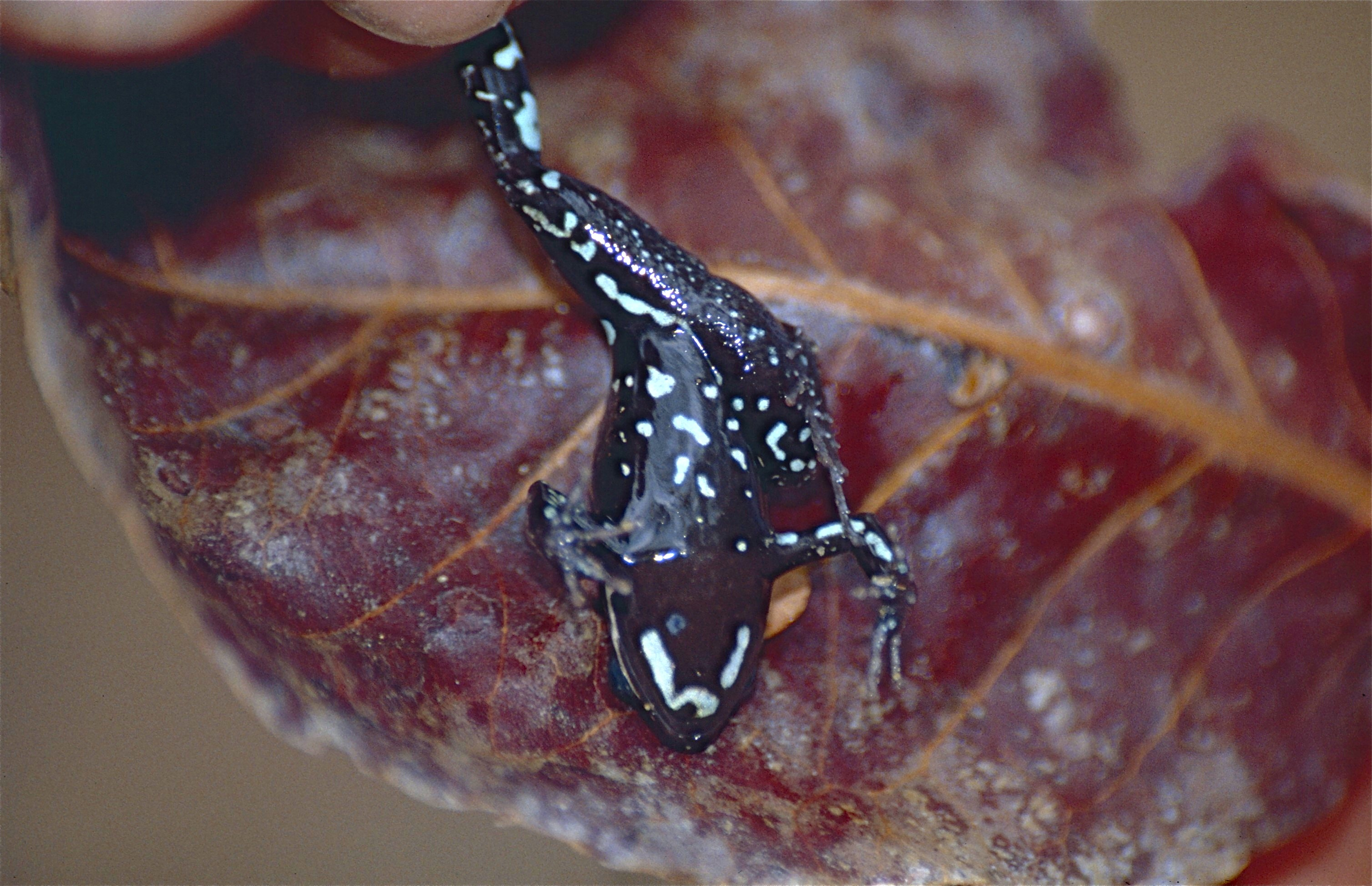
Onderzijde

Een volwassen mannetje heeft een lichaamslengte van 18 tot 22 millimeter, het vrouwtje tussen de 22 en 30 millimeter. De bovenzijde is gelig, roodachtig of lichtbruin en heeft regelmatig een diamantvormig patroon. De flanken zijn zwart. Ook de onderzijde is zwart en heeft lichtblauwe vlekken die tot de keel lopen.

## Gedrag en leefwijze
Mantella betsileo brengt vrijwel zijn hele leven op het land door, al blijft hij meestal in de buurt van rivieren en stroompjes. De kikker is zowel overdag als 's nachts actief. Mannetjes laten zich horen door korte, dubbele klikgeluiden.
Een broedsel bevat tientallen gelige eieren bevatten, die het vrouwtje op het land deponeert. Tijdens het regenseizoen spoelt de regen de uitgekomen kikkervissen naar het water, waar ze zich verder ontwikkelen.

## Verspreiding en habitat
Mantella betsileo is endemisch op Madagaskar. Hij komt wijdverbreid voor in het westen en zuidwesten van het eiland, waaronder het Nationaal park Isalo. Aan het begin van de 21e eeuw is hij aangetroffen in de centrale hooglanden, dicht bij Antsirabe. Hij is aangetroffen in een grote variëteit aan habitats, zoals in het doornig struikgewas, savannen, open gebieden en gedegradeerde bossen, van het zeeniveau tot op een hoogte van 900 meter.

### Beschermingsstatus
De soort heeft een groot aanpassingsvermogen en is een talrijke kikkersoort op Madagaskar. Bovendien komt hij voor in een aantal beschermde reservaten, zoals het Nationaal park Isalo en Kirindy Forest. M. baroni is derhalve als 'niet bedreigd' (Least Concern) opgenomen op de Rode Lijst van de IUCN. Op de lijst van CITES, een internationale overeenkomst over de handel in dieren en planten, is hij opgenomen in Bijlage II, wat wil zeggen dat voor de export een vergunning moet worden aangevraagd.

## Taxonomie
Mantella betsileo werd in 1872 voor het eerst geldig gepubliceerd door de Franse natuuronderzoeker en ontdekkingsreiziger Alfred Grandidier, die de kikker de wetenschappelijke naam Dendrobates betsileo gaf, aangezien hij de kikker voor een pijlgifkikker aanzag. Hij vernoemde de kikker naar de Betsileo, een etnische groep in Madagaskar die leeft in de centrale hooglanden van het eiland. Een deel van het verspreidingsgebied van M. betsileo ligt in hun gebied. M. ebenaui wordt door sommigen als een synoniem van deze soort beschouwd.